# René Gimpel
René Gimpel (geboren 1881 in Paris; gestorben 3. Januar 1945 im KZ Neuengamme) war ein französischer Kunsthändler.

## Leben
René Gimpels Vater war ein Pariser Kunsthändler, dessen Betrieb in der Rue La Fayette und die Dependance in New Yorker übernahm. Er war mit Florence Duveen verheiratet, eine Schwester des britischen Kunsthändlers Joseph Duveen.
Gimpel war mit Künstlern wie Georges Braque, Mary Cassatt, Claude Monet und Pablo Picasso befreundet. Er beauftragte Marie Laurencin mehrfach für Porträts seiner Familie. Sein Hauptinteresse galt der französischen Malerei des 18. Jahrhunderts.
Gimpel floh bei der Eroberung Frankreichs durch die Wehrmacht im Juni 1940 nach Südfrankreich und übergab seiner Assistentin die Geschäfte. Mit seinen Söhnen trat er der Résistance bei. Er wurde 1942 vom Pariser Kunsthändler Jean-François Lefranc verraten, der mit der Gestapo und dem Einsatzstab Reichsleiter Rosenberg (ERR) beim Kunstraub der Deutschen zusammenarbeitete. Gimpel wurde im Juli 1944 aus dem Gefängnis Montluc in Lyon über das Sammellager Royallieu in das KZ Neuengamme in Hamburg deportiert, wo er an den Haftbedingungen starb.
Nach Kriegsende führten die Söhne Charles und Peter Gimpel den Kunsthandel unter dem Namen  „Gimpel Fils“ in London und New York fort. Der Sohn Jean Gimpel war ein Diamanthändler und Mittelalterhistoriker.
Das Tagebuch, das er seit 1918 führte, ist bis zum Jahr 1939 erhalten und gibt einen Einblick in den gesellschaftlichen Wandel der Kunst in der ersten Hälfte des Zwanzigsten Jahrhunderts. Es wurde 1963 von Jean Gimpel publiziert und 1966 ins Englische übersetzt.

## Schriften
- Journal d'un collectionneur: marchand de tableaux. Vorwort Jean Guéhenno. Calmann-Lévy, Paris 1963
  - Diary of an Art Dealer. Übersetzung John Rosenberg. Vorwort Herbert Read. New York, 1966